# Frans Verberckmoes
Victor Frans (dit Frans) Verberckmoes, né à Grembergen le 13 avril 1931 et mort le 8 janvier 2019, est un homme politique belge (membre du PVV).
Il fut avocat et président du Liberaal Verbond voor Zelfstandigen(LVZ).
Il fut conseiller communal de Termonde et membre de la chambre des Représentants élu de Termonde (1971-1991) et sénateur provincial (1991-1995).